# Mulcey
Mulcey és un municipi francès, situat al departament del Mosel·la i a la regió del Gran Est. L'any 2007 tenia 221 habitants.

## Demografia

### Població
El 2007 la població de fet de Mulcey era de 221 persones. Hi havia 81 famílies, de les quals 19 eren unipersonals (4 homes vivint sols i 15 dones vivint soles), 39 parelles sense fills, 19 parelles amb fills i 4 famílies monoparentals amb fills.
La població ha evolucionat segons el següent gràfic:
Habitants censats

### Habitatges
El 2007 hi havia 98 habitatges, 90 eren l'habitatge principal de la família, 3 eren segones residències i 5 estaven desocupats. 97 eren cases i 1 era un apartament. Dels 90 habitatges principals, 77 estaven ocupats pels seus propietaris, 9 estaven llogats i ocupats pels llogaters i 4 estaven cedits a títol gratuït; 6 tenien tres cambres, 13 en tenien quatre i 71 en tenien cinc o més. 61 habitatges disposaven pel capbaix d'una plaça de pàrquing. A 33 habitatges hi havia un automòbil i a 44 n'hi havia dos o més.

### Piràmide de població
La piràmide de població per edats i sexe el 2009 era:
| Homes | Edats   | Dones |
| ----- | ------- | ----- |
| 0     | 95 o +  | 0     |
| 0     | 90 a 94 | 0     |
| 4     | 85 a 89 | 0     |
| 0     | 80 a 84 | 4     |
| 0     | 75 a 79 | 4     |
| 8     | 70 a 74 | 4     |
| 0     | 65 a 69 | 8     |
| 8     | 60 a 64 | 4     |
| 16    | 55 a 59 | 16    |
| 4     | 50 a 54 | 12    |
| 8     | 45 a 49 | 8     |
| 0     | 40 a 44 | 0     |
| 16    | 35 a 39 | 8     |
| 4     | 30 a 34 | 8     |
| 28    | 25 a 29 | 4     |
| 8     | 20 a 24 | 0     |
| 4     | 15 a 19 | 4     |
| 16    | 10 a 14 | 12    |
| 4     | 5 a 9   | 0     |
| 0     | 0 a 4   | 4     |

## Economia
El 2007 la població en edat de treballar era de 142 persones, 93 eren actives i 49 eren inactives. De les 93 persones actives 87 estaven ocupades (46 homes i 41 dones) i 7 estaven aturades (4 homes i 3 dones). De les 49 persones inactives 24 estaven jubilades, 9 estaven estudiant i 16 estaven classificades com a «altres inactius».

### Ingressos
El 2009 a Mulcey hi havia 93 unitats fiscals que integraven 221 persones, la mediana anual d'ingressos fiscals per persona era de 18.229 €.

### Activitats econòmiques
Dels 6 establiments que hi havia el 2007, 1 era d'una empresa alimentària, 1 d'una empresa de fabricació d'altres productes industrials, 2 d'empreses de comerç i reparació d'automòbils, 1 d'una empresa de transport i 1 d'una empresa d'hostatgeria i restauració.
L'únic servei als particulars que hi havia el 2009 era un restaurant.
L'any 2000 a Mulcey hi havia 5 explotacions agrícoles.

## Equipaments sanitaris i escolars
El 2009 hi havia una escola elemental integrada dins d'un grup escolar amb les comunes properes formant una escola dispersa.

## Poblacions més properes
El següent diagrama mostra les poblacions més properes.